# Roy Romer
Roy Rudolf Romer (Garden City, 31 ottobre 1928) è un politico e avvocato statunitense, governatore del Colorado dal 1987 al 1999.

## Biografia
Roy Romer si è laureato presso l'università del Colorado nel 1950 in economia agraria e dopo due anni, presso lo stesso ateneo, ha conseguito la laurea in giurisprudenza. Romer ha, inoltre, perfezionato la propria formazione presso l'università di Yale. È stato eletto governatore del Colorado nel 1986, nel 1990 e nel 1994.
È padre di Paul, economista insignito del Premio Nobel per l'economia nel 2018.

## Riconoscimenti
Nel 2008 gli è stata intitolata una scuola a Los Angeles.